# The Kaiser, the Beast of Berlin
The Kaiser, the Beast of Berlin (Alternativtitel The Kaiser oder The Beast of Berlin, Argentinien: El Kaiser) ist ein US-amerikanischer Propaganda-Spielfilm des Ersten Weltkriegs. Regisseur Rupert Julian spielte auch die Hauptrolle, den deutschen Kaiser Wilhelm II. Die Uraufführung der Universal Jewel/Renowned Pictures-Produktion erfolgte am 9. März 1918 in New York.

## Handlung
Der deutsche Kaiser Wilhelm II. ist ein eitler, eroberungssüchtiger und arroganter Tyrann. Als die deutschen Truppen in Belgien einmarschieren, rettet der Schmied Marcas trotz eigener Verwundung seine Tochter aus den Fängen eines deutschen Soldaten.
Bald darauf wird die Lusitania durch Kapitän von Neigle versenkt, der daraufhin später wahnsinnig wird. Als die USA dem Deutschen Reich den Krieg erklären, übergeben die alliierten Generäle Wilhelm II. dem belgischen König Albert I. Der Kaiser wird in Belgien inhaftiert und trifft im Gefängnis auf Marcas – seinen Gefängniswärter.

## Historischer Hintergrund
Der Film steht im Kontext anderer US-amerikanischer Kriegspropagandafilme wie To Hell with the Kaiser! (USA 1918, R.: George Irving), Hearts of the World (USA 1918, R.: David Wark Griffith) oder Yankee Doodle in Berlin (USA 1919, R.: F. Richard Jones, produziert von Mack Sennett).

## Erhaltungszustand
Von The Kaiser – The Beast of Berlin haben sich keine Kopien erhalten. Es existieren nur noch das Werbeplakat und Szenenfotos mit dem Hauptdarsteller.